# Biadaszka
Biadaszka – wieś w Polsce, położona w województwie dolnośląskim, w powiecie milickim, w gminie Cieszków.
| SIMC    | Nazwa       | Rodzaj     |
| ------- | ----------- | ---------- |
| 0873159 | Zwierzyniec | przysiółek |

W latach 1975–1998 wieś administracyjnie należała do województwa wrocławskiego.